# Malonaqen
Malonaqen (uralkodói nevén Szehemkaré) meroéi uralkodó volt az i. e. 6. század első felében. Valószínűleg elődje, Aramatelqo és Amanitakaye fia volt, de ez csak feltételezéseken alapul. Felesége Tagtal lehetett, akit Nuriban temettek el. (Nu. 45).

## Említései
Jól ismert piramisáról, a Nu. 5 sírból Nuriban, valamint egy Kawában talált kártusról és pár kőtömbről (a 242, 294 templomból), valamint más, Meroéban talált tárgyakról.

## Fordítás
- Ez a szócikk részben vagy egészben  a   Malonaqen című angol Wikipédia-szócikk ezen változatának fordításán alapul.  Az eredeti cikk szerkesztőit annak laptörténete sorolja fel. Ez a jelzés csupán a megfogalmazás eredetét és a szerzői jogokat jelzi, nem szolgál a cikkben szereplő információk forrásmegjelöléseként.

## Külső hivatkozások
- Malonaqen